# Cầu Bính
Cầu Bính là cây cầu bắc qua sông Cấm nối thành phố Hải Phòng với thành phố Thủy Nguyên và đi ra tỉnh Quảng Ninh.

## Thông số kỹ thuật
- là cầu dây văng dài gần 1,3 km

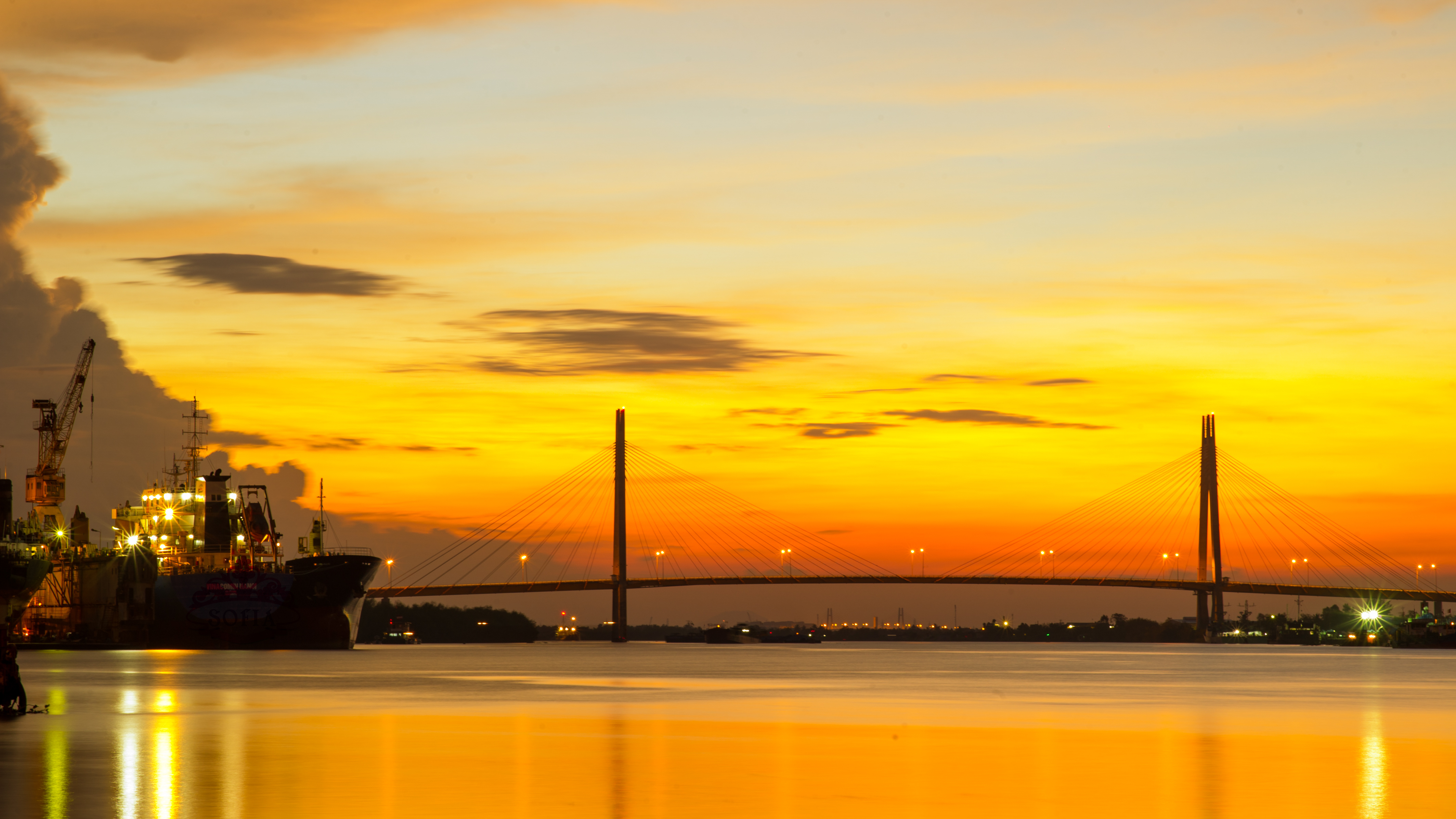
Cầu Bính nhìn từ xa

- 4 làn xe cơ giới và 2 làn xe thô sơ
- Cáp xiên đối xứng dài 1.280 m,
- Chiều rộng cầu 22,5 m;
- Độ tĩnh không thông thuyền là 25 m, có thể cho các tàu trọng tải 3.000D WT đi qua.

## Lịch sử xây dựng

Kết cấu kiểu dây văng đàn hạc

Cầu Bính là cây cầu dây văng đẹp và hiện đại. Cầu có chiều dài 1.280 m, rộng 22,5 m, cho bốn làn xe cơ giới và hai làn xe thô sơ, chiều cao thông thuyền 25 m cho phép tàu 3.000 tấn qua lại, kết cấu dầm thép bêtông liên hợp, liên tục 17 nhịp, hai tháp cầu bằng bêtông cốt thép có chiều cao tới 101,6 m. Cầu được thiết kế theo đường cong để tạo dáng kiến trúc và thẩm mỹ, đường dẫn hai đầu cầu là đường cấp 1 đô thị.
Dự án xây dựng cầu Bính do liên doanh nhà thầu Ishikawajima Harima Heavy Industries Co., Ltd, công ty Shimizu và Sumitomo-Mitsui thực hiện trong vòng 32 tháng. Chủ đầu tư là Ban Quản lý các dự án cầu Hải Phòng, dưới sự chỉ đạo của Uỷ ban nhân dân Thành phố Hải Phòng.
Cầu Bính được xây dựng cách bến phà Bính 1.300 m, góp phần giải quyết tình trạng tắc nghẽn giao thông thường xuyên và đi lại khó khăn qua phà tại đây (phà Bính). Ngoài ra, cây cầu này sẽ giúp cho sự phát triển và hình thành một khu đô thị mới của thành phố Hải Phòng ở khu vực phía bắc sông Cấm. Cùng với dự án xây dựng cầu Kiền trên đường quốc lộ 10, cầu Bính đóng góp một phần quan trọng trong việc kết nối Hải Phòng với Quảng Ninh, đồng thời tạo điều kiện thuận lợi cho sự phát triển mạng lưới giao thông miền Bắc và nền kinh tế của khu vực ven biển phía bắc Việt Nam.
Xây dựng cầu Bính (khởi công 1 tháng 9 năm 2002- khánh thành 13 tháng 5 năm 2005 do Chính phủ Nhật Bản giúp đỡ 943 tỷ đồng hay 7.426 triệu Yên thời điểm đó, bao gồm dịch vụ tư vấn giám sát xây dựng. Dự án được vay vốn ưu đãi của Ngân hàng Hợp tác quốc tế Nhật Bản (JBIC).

## Sự cố
Đêm ngày 17/7/2010, do ảnh hưởng của cơn bão số 1, ba tàu biển đang neo đậu tại bến của Tổng Công ty Công nghiệp tàu thủy Bạch Đằng (Hải Phòng) đã bị gió bão giật đứt dây neo, trôi dạt tự do về phía cầu Bính, sau đó va đập mạnh và mắc kẹt dưới gầm cầu. Ba chiếc tàu gồm tàu Shinsung Accord (chủ tàu Hàn Quốc), trọng tải 17.500 tấn (được Tổng công ty công nghiệp tàu thủy Bạch Đằng hạ thủy giữa tháng 6/2010); hai tàu còn lại là tàu container 1.700 TEU Vinashin Express 01 thuộc Công ty vận tải Biển Đông và tàu Vinashin Orient của Công ty cổ phần Công nghiệp tàu thủy Hải Dương đều đang neo đậu sửa chữa tại đây.
Đến 5 giờ 30 phút ngày 19/7/2010, bằng các biện pháp kỹ thuật, tàu Vinashin Orient đã được kéo ra khỏi gầm cầu Bính, đưa về vị trí an toàn tại Tổng công ty CNTT Bạch Đằng. Đây cũng là con tàu cuối cùng trong số 3 tàu bị mắc kẹt trên.
Vụ va chạm đập mạnh vào cầu làm dầm cầu chính (đúc liên tục dài 1280m) bị vặn vỏ đỗ; hai bó cáp dây văng cầu bị bong lớp vỏ bọc, một mảng lan cầu bị biến dạng. Tháng 10/2010, các xe có trọng tải dưới 3,5 tấn và các loại xe khác chở đến 16 người đã tạm thời được cho phép thông qua cầu.
Ngày 27/5/2011, UBND TP Hải Phòng có quyết định phê duyệt Dự án đầu tư sửa chữa khôi phục cầu Bính với tổng mức đầu tư là 156 tỷ đồng. Theo dự kiến, đến tháng 11.2011 mới bắt đầu thi công sửa chữa, và cuối năm 2012 mới hoàn thành.